# بتلفیلد ۱
بتلفیلد ۱ (به انگلیسی: Battlefield 1) یک بازی ویدئویی در سبک تیراندازی اول شخص است که توسط استودیوی دایس ساخته و در ۲۱ اکتبر ۲۰۱۶ توسط شرکت الکترونیک آرتز برای پلت‌فرم‌های مایکروسافت ویندوز، پلی‌استیشن ۴ و اکس‌باکس وان منتشر شد. داستان بتفیلد ۱ در دوران جنگ جهانی اول جریان دارد و داستان شش نفر از سربازان این جنگ که هر کدام به یک ملیت و جبهه تعلق دارند را بازگو می‌کند. این نسخه همانند نسخه‌های پیشین دارای بخش چند نفره است.

## بخش تک نفره
بخش تک نفره این بازی شامل ۶ مرحله می‌باشد:
در مرحله اول و مقدماتی این بخش به نام «طوفان فولاد» شما به عنوان یک سرباز آمریکایی در سواحل فرانسه، در مرحله دوم به نام «در میان گل و خون» عنوان راننده یک تانک بریتانیایی در فرانسه، در مرحله سوم به نام «دوستان در ارتفاعات بلند» به عنوان یک خلبان هواپیمای جنگی بریتانیایی بر فراز آسمان بریتانیا و فرانسه، در مرحله چهارم به نام «آوانتی ساوویا» به عنوان یک افسر نخبه ایتالیایی و یابنده دوستتان در ایتالیا، در مرحله پنجم به نام «دونده» به عنوان یک فرمانده کارکشته استرالیا-نیوزیلندی به همراه یک جوان ناپخته استرالیایی در شبه جزیره گالیپولی ترکیه و در مرحله ششم و آخر این بخش به نام «هیچ چیز نوشته نشده‌است» به عنوان یک زن عرب که تحت فرمان توماس ادوارد لورنس  مرد انگلیسی تبار از نیروی سلطنتی بوده و علیه حکومت در سرزمین حجاز می‌جنگد، مبارزه می‌کنید.